# Суи
Суи (англ. Sooey [`su:i:]; ирл. Súmhaí) — деревня в Ирландии, находится в графстве Слайго (провинция Коннахт) у трассы R284, между Слайго и Литримом.